# Francesco Zerilli
Francesco Zerilli, a veces Zerillo ( Palermo, 16 de diciembre de 1793 - Palermo, 3 de julio de 1837 ) fue un pintor italiano del neoclasicismo.

## Biografía
Alumno de Francesco Ognibene y de Giuseppe Patania, dibujó, grabó y pintó principalmente vistas de Palermo y de Sicilia al estilo de Hackert . Las pinturas al temple son de pequeño formato sobre papel y fueron pintadas exclusivamente para su venta a los nobles.
Zerilli tenía su estudio en Porta Felice y murió en 1837 en la epidemia de cólera en Palermo, con apenas 43 años.

## Obras
Sus obras se exhiben en la Galería de arte moderno Santa Ana de Palermo. Entre otros muchos, destacan:
- 1814: Due acquerelli di navi militari
- 1823: Trapani
- 1823: Palermo
- 1824: Veduta della Marina di Palermo
- 1825: Messina
- 1825: Malta presa dal Levante
- 1826: Agrigento
- 1828: Segesta
- 1828: Paesaggio di rovine in Sicilia
- 1834: Veduta di Catania con il monte Etna
- 1834: Veduta di Palermo dal il mare
- 1837: Il Tempio di Segesta
- 1837: Il monastero di San Martino a Palermo

## Galería

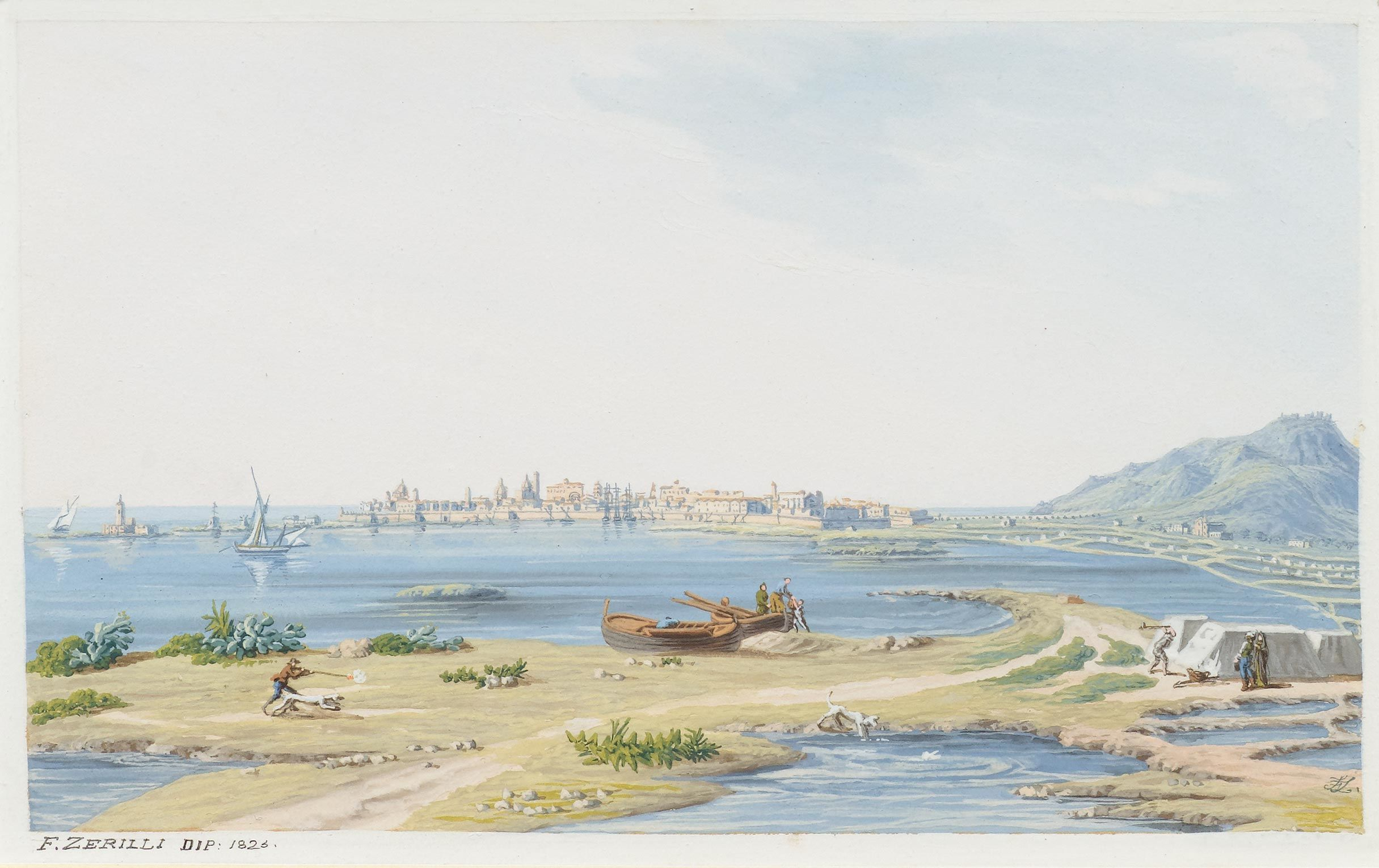
Trápani 1823
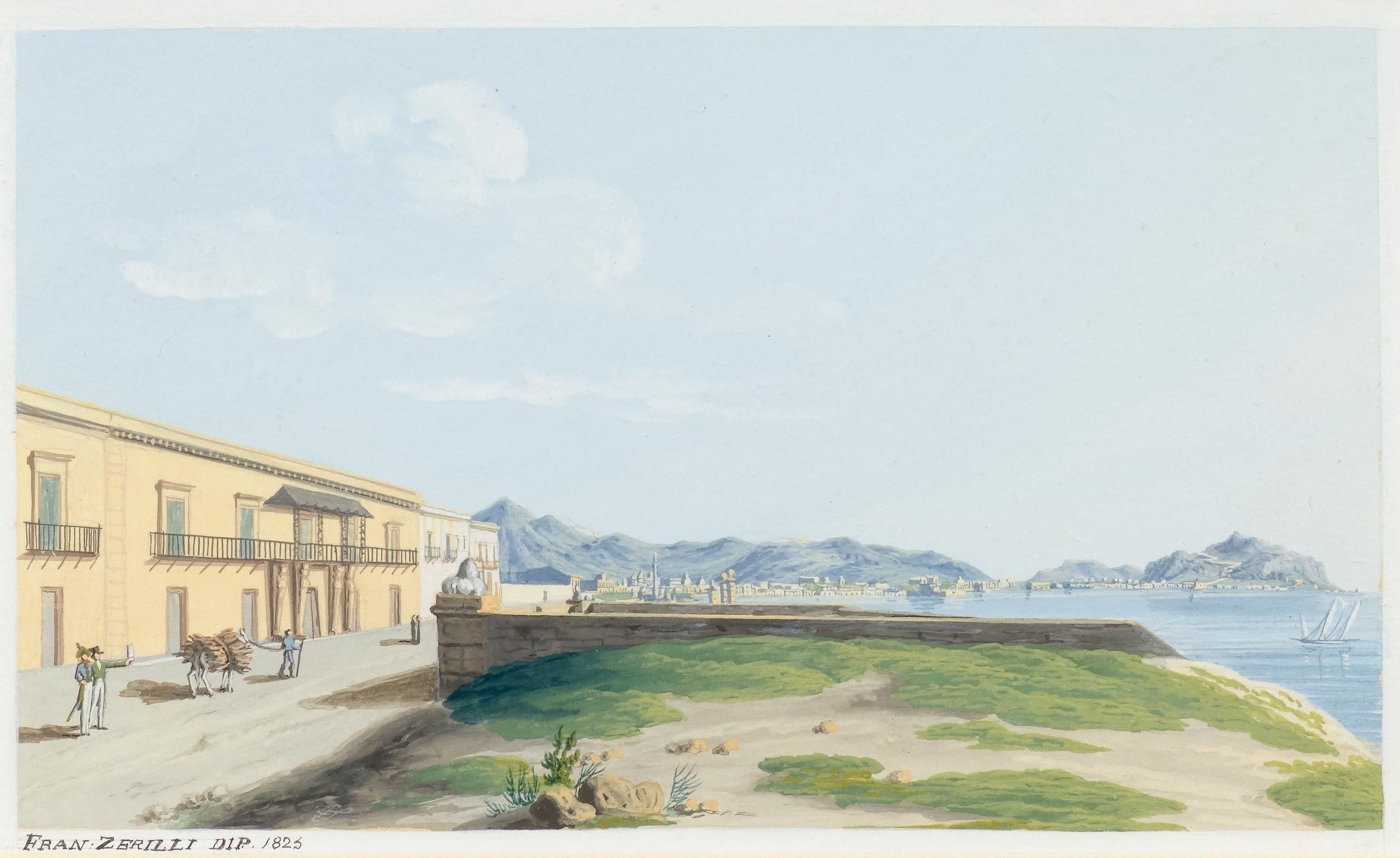
Palermo 1823
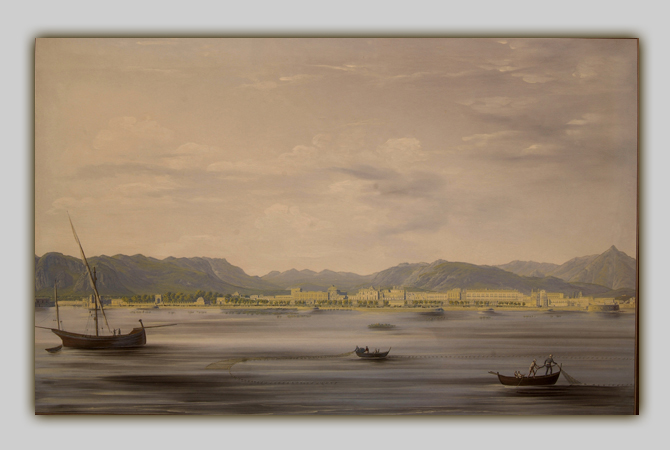
Vista de la Marina de Palermo 1824
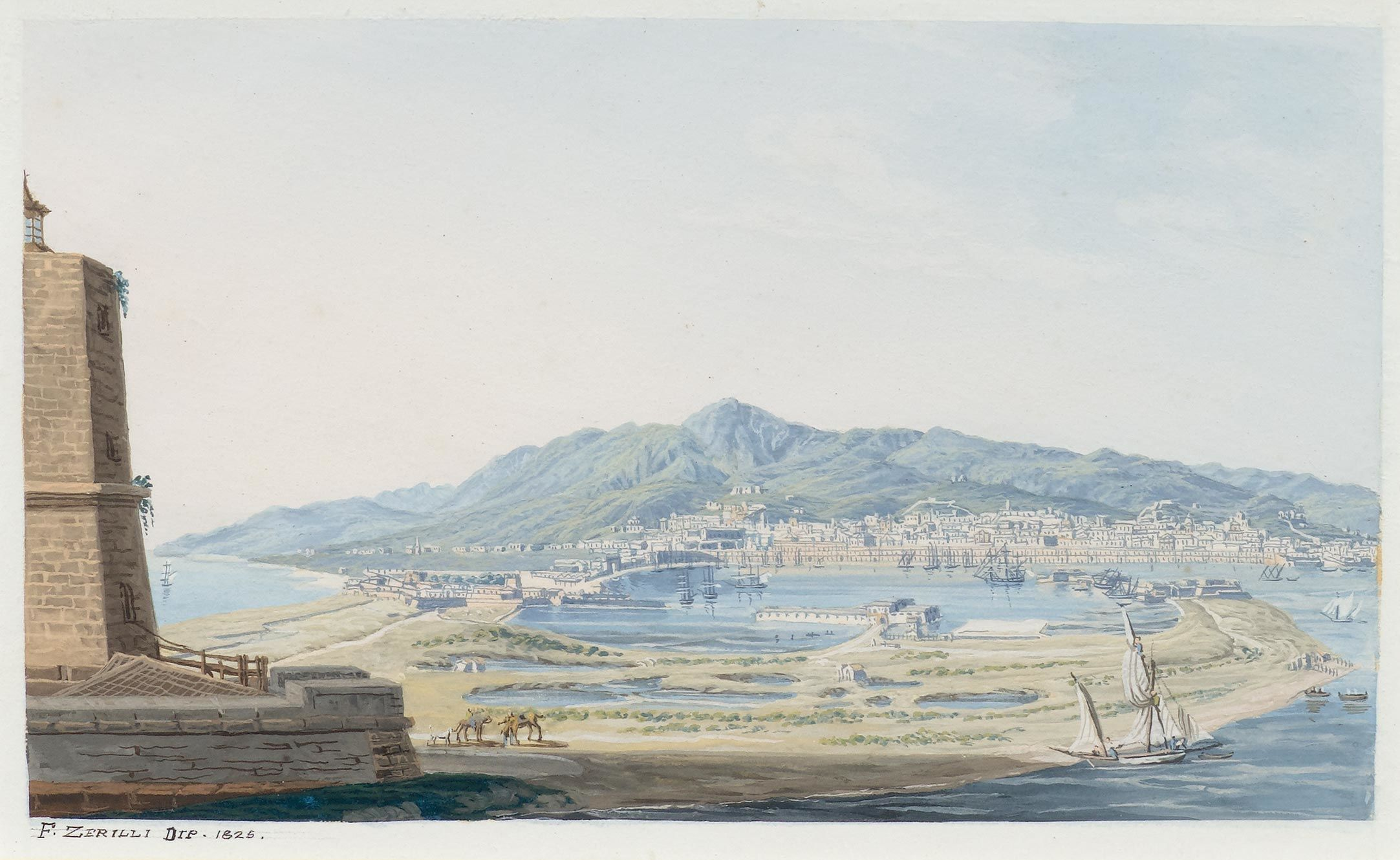
Mesina 1825
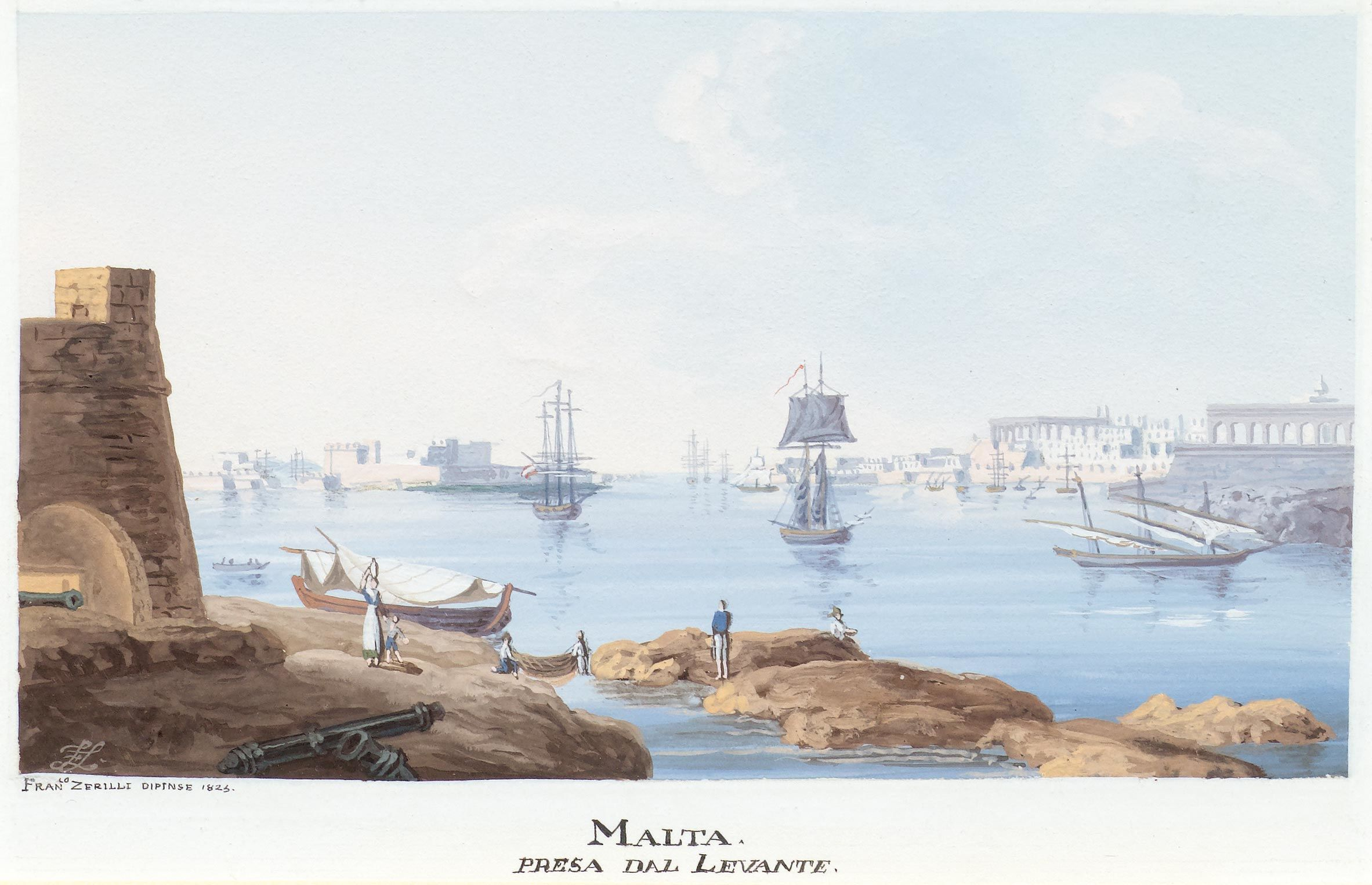
Malta tomada del Levante 1825
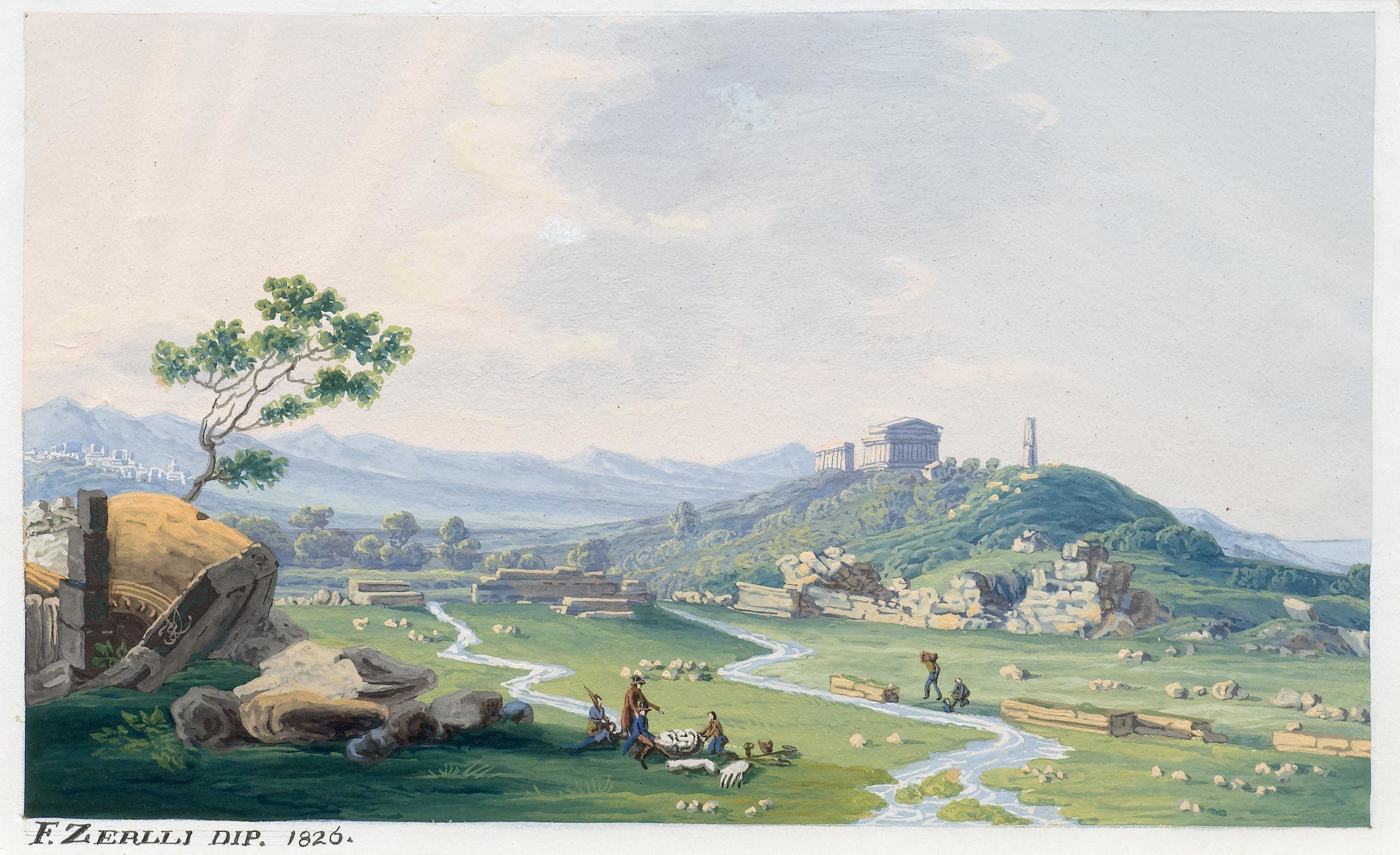
Agrigento 1826
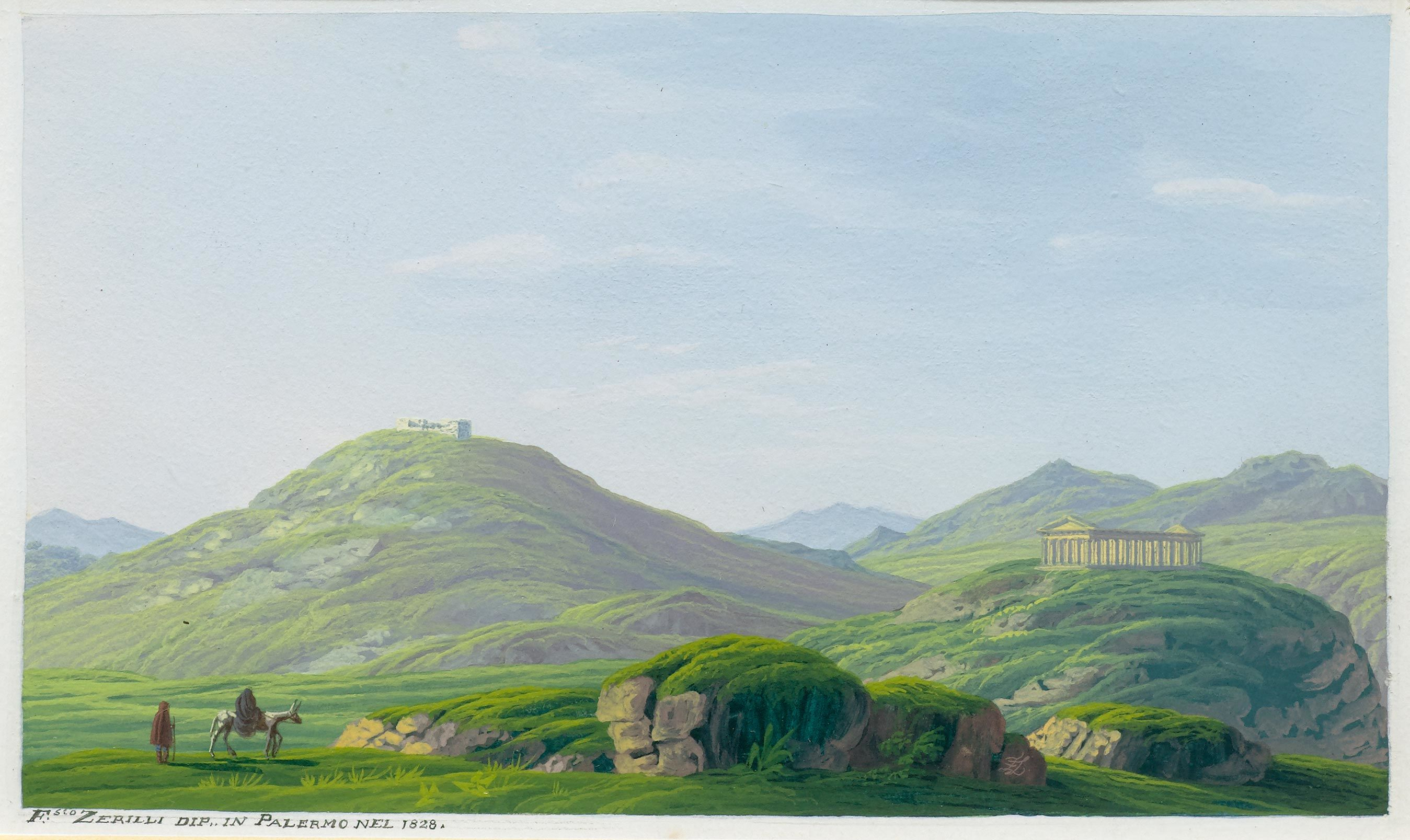
Segesta 1828
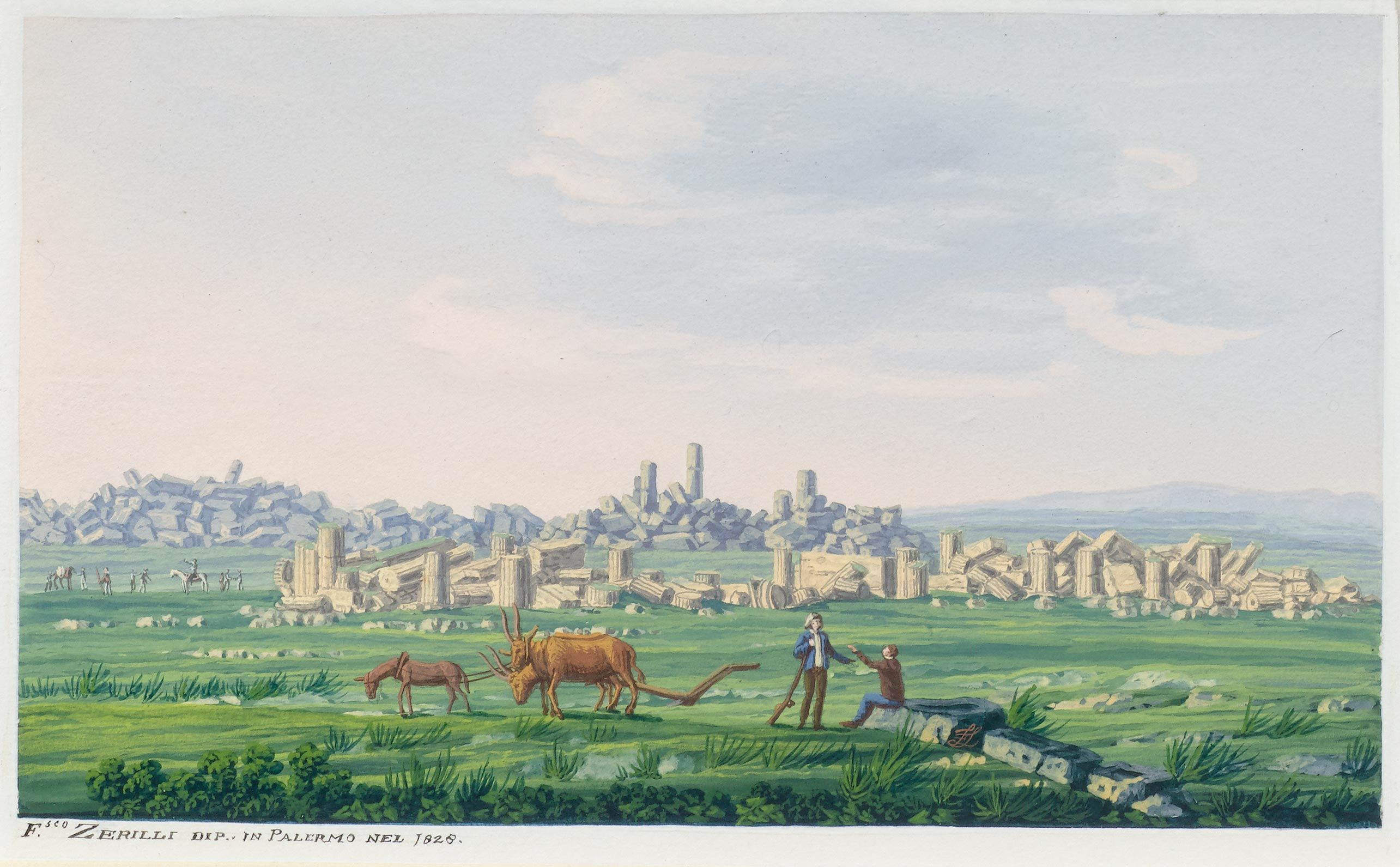
Paisaje de ruinas en Sicilia, 1828
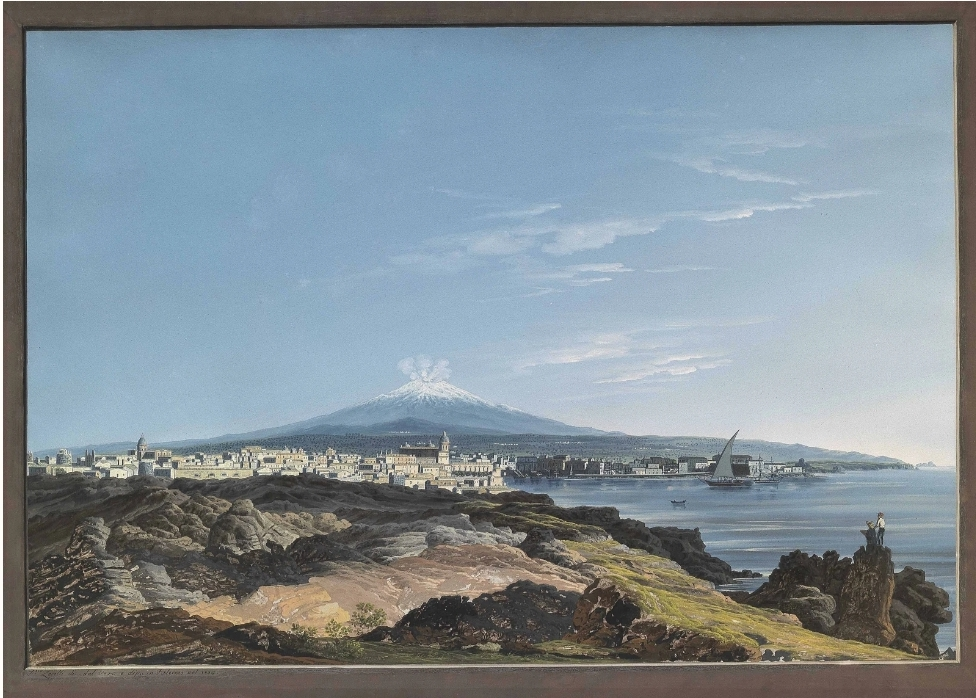
Vista de Catania 1834
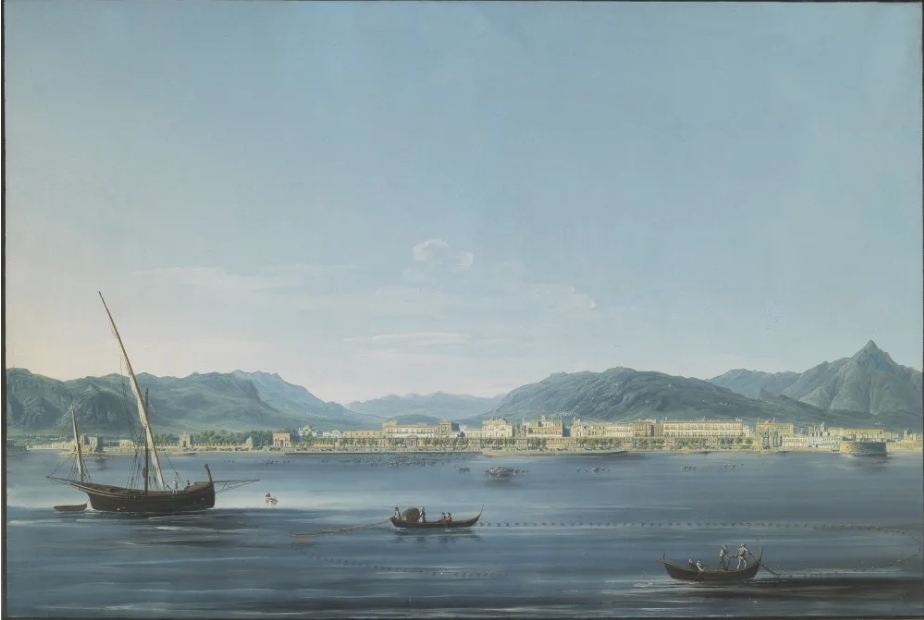
Vista de Palermo desde el mar 1834